# Cheick Comara
Cheick Comara (sinh ngày 26 tháng 5 năm 1992) là một cầu thủ bóng đá người Burkina Faso. Anh thi đấu cho Wydad Casablanca ở Botala, và anh từng thi đấu ở Giải bóng đá Cúp câu lạc bộ thế giới 2017 với Wydad Casablanca, đại diện cho CAF.